# Pseudagonica
Pseudagonica is een geslacht van kevers uit de familie van de loopkevers (Carabidae). De wetenschappelijke naam van het geslacht is voor het eerst geldig gepubliceerd in 1960 door Moore.

## Soorten
Het geslacht Pseudagonica is monotypisch en omvat slechts de volgende soort:
- Pseudagonica nitida Moore, 1960